# Daniel Gray Quillen
Daniel Gray »Dan« Quillen, ameriški matematik, * 22. junij 1940, Orange, New Jersey, ZDA, † 30. april 2011.

## Priznanja
Nagrade
- Coleva nagrada (1975)
- Fieldsova medalja (1978)